# Skublics Alajos
Besenyői és velikei Skublics Alajos (Besenyő, Zala vármegye, 1791.  április 19. – Besenyő, Zala vármegye, 1835. április 20.), Zala vármegye főjegyzője, táblabíró, főszolgabíró, földbirtokos.

## Élete
A nemesi származású besenyői és velikei Skublics család sarja. Édesapja, besenyői és velikei Skublics Zsigmond (1752-1799), édesanyja, alapi Salamon Róza (1759-1833) volt. Apai nagyszülei besenyői és velikei Skublics Sándor (1695-1754), Somogy vármegye főügyésze és lukafalvi Szarka Anna (1711-1789) voltak. Anyai nagyszülei alapi Salamon Zsigmond (1736-1800), földbirtokos, és nemes Trummer Terézia (1734-1798) voltak. Skublics Alajos édesapja korai halála után anyja, alapi Salamon Rozália újra ment férjhez: báró Ghillányi János inszurgens ezredes vette feleségül 1805. július 5.-én Zalaszegváron; ezentúl Ghillányi János báró nevelte fel a néhai Skublics Zsigmond és Salamon Rozália gyermekeit. Skublics Alajos fivérei, Skublics József, huszárkapitány, földbirtokos; nemes Molnár János huszár kapitányné Skublics Katalin (1781-1829) és Skublics Emilia (1795-1858), vizekli Tallián Antal (1788-1867) földbirtokos úrnak a hitvese. Elsőfokú unokatestvérei: besenyői és velikei Skublics Imre (1771-1830), Zala vármegye főjegyzője, jogász, ügyvéd, táblabíró, földbirtokos, költő; Skublics Paulina (1777-1848), akinek a férje, báró Gerliczy Mihály (1774-1854), földbirtokos; Skublics Angéla (1775-1839), akinek a hitvese boldogfai Farkas János (1774-1847), Zala vármegye helyettes alispánja, táblabíró; és Skublics Sándor (1773-1830), táblabíró, földbirtokos voltak.
Tanulmányai befejezése után, Skublics Alajos 27 évesen a Zalaegerszegi járás alszolgabírája lett: ezt a tisztséget 1818. augusztus 10.-e és 1823. december 29.-e között töltötte be. 1825. június 6.-ától 1830. március 15.-éig ugyanannak a járásnak a főszolgabírája volt. 1830. április 15.-étől haláláig, 1835. április 21.-ig Zala vármegye főjegyzője volt.
1835. április 20-án, 45 éves korában hunyt el.

## Házassága és gyermekei
Feleségül vette 1817. október 12-én Hosszúperesztegen köbülkuti Ivánkovics Franciska (Hosszúpereszteg, 1798. december 18.–Pápa, 1836. január 21.) kisasszonyt, akinek a szülei köbülkuti Ivánkovics Lázár és Kövér Erzsébet voltak. Az esküvői tanúk mezőszegedi Szegedy Ferenc (1786–1848), királyi kamarás, Zala vármegye alispánja, táblabíró, földbirtokos, és Farkas Ferenc, zalai táblabíró, földbirtokos voltak. Skublics Alajos és Ivánkovics Franciska házasságából született:
- Skublics Ferenc Szerafikus (Besenyő, Zala vármegye, 1818. július 26.), pap.
- Skublics László Antal Alajos (Besenyő, 1819. december 26.-Besenyő, 1886. május 5.), ügyvéd, földbirtokos.[7] Neje daráspopáczi Darázs Jozefa (Nagykanizsa, 1827. március 11.–Zalaegerszeg, 1899. november 11.).[8]
- Skublics Konstancia Rozália Eleonóra (Besenyő, 1821. február 21.–Keszthely, 1901. január 13.),[9] Férje nemes Novák Ferenc (Zalaszentgrót, 1812. szeptember 29.- Zalacsány, 1887. december 14.) Zala vármegye főispánja, királyi hétszemélynök.[10]
- Skublics Matild Krisztina Angéla (Besenyő, 1822. július 25.–†Sümeg, 1865. december 17.).[11] Férje, egri Kecskeméthy Albert (1816.–Veszprém, 1908. május 25.), Zala vármegye főmérnöke, az 1848-as szabadságharc századosa.[12]
- Skublics Laura (Besenyő, 1826. július 8. –Bécs, 1865. október 18.). Első férje, Csendhelyi Ignác (1817.–†Zalaegerszeg, 1854. március 22.). Második férje, Habsburg–Lotaringiai Ernő főherceg (Milánó, 1824. augusztus 8. – Arco, Dél-Tirol, 1899. április 4.).
- Skublics Kálmán Ferenc (Besenyő, 1829. június 30.–†), 1848-as őrmester a 7. és 56. zászlóaljban, jogász, Zala megyei jegyző, földbirtokos. Neje Horváth Emília (Tüskevár, 1831. február 28.–Zalaegerszeg, 1903. február 12.).[13]
- Skublics Gyula (Besenyő, 1831. január 29. – Besenyő, 1906. május 24.) zalai főispán. Felesége várbogyai Bogyay Hermin Alojzia Terézia (*Zalahaláp, 1833. december 31.–†Pusztadörögd, 1904. november 25.).[14]
- Skublics Terézia Johanna (Besenyő, 1832. november 11.-Zalaegerszeg, 1911. március 6.).[15] Férje nemes Kováts Antal (Bánokszentgyörgy, 1825. május 1.–Kaposvár, 1862. július 8.).[16]
- Skublics Karolina Paulina (Besenyő, 1834. március 17.–Mihályfa, 1890. augusztus 13.).[17] Férje, nemes Simon Ferenc.